# Bundesstraße 8
Die deutsche Bundesstraße 8 (Abkürzung: B 8) beginnt an der niederländischen Grenze in Elten bei Emmerich am Rhein, durchquert die Bundesländer Nordrhein-Westfalen, Rheinland-Pfalz, Hessen und Bayern von Nordwesten nach Südosten und endet in Passau. Sie verläuft im Wesentlichen parallel zur A 3. In Österreich wird die Strecke als Nibelungen Straße (B 130) bis nach Hartkirchen (bei Linz) fortgeführt. Die Bundesstraße 8 hat eine Länge von 689 Kilometern.

## Geschichte

### Ursprung
Die Bundesstraße 8 verläuft weitgehend entlang der historischen Via Publica. Ein Teilstück war früher als Cölnische Hohe Heer- und Geleitstraße nicht nur eine bedeutende Handelsroute zwischen Köln und Frankfurt am Main, sondern auch ein Pilgerweg zwischen Köln und Marburg, der im Jahr 2007 als Jakobsweg ausgewiesen wurde. Die „Cölnische Strasse“ wurde im Jahre 812 erstmals als „Werisdorfer Strasse“ erwähnt.

### Ausbau zur Chaussee im 18. Jahrhundert

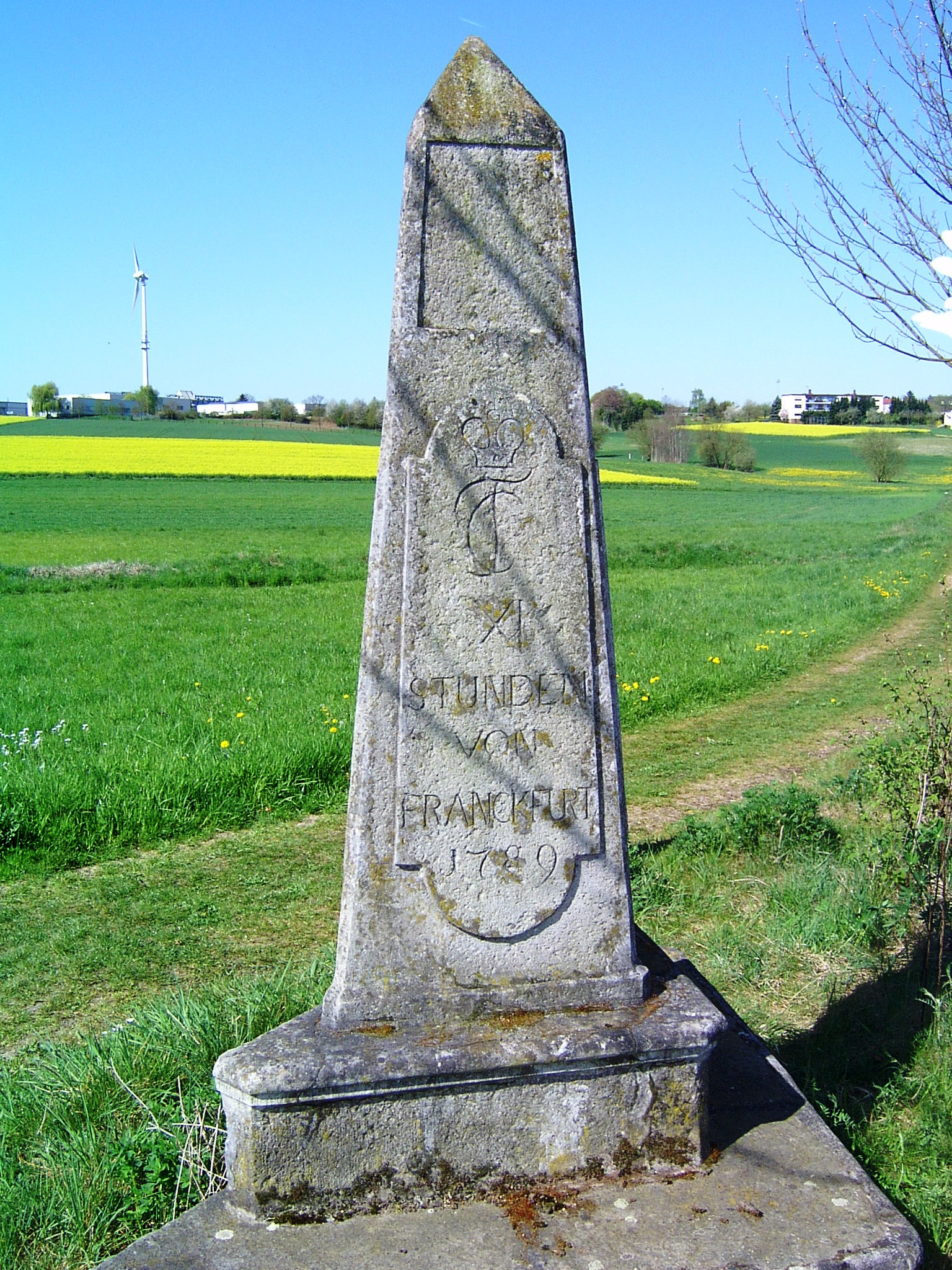
Kurmainzer Stundenstein aus dem Jahr 1789

Im Jahre 1750 begann der Ausbau der Straße zur Chaussee auf dem Streckenabschnitt Kitzingen–Markt Bibart. Einige Jahre später wurde auch die anschließende Strecke von Kitzingen nach Würzburg zur Kunststraße ausgebaut. Dieser 1764–1766 gebaute Streckenabschnitt führte zwischen Gerbrunn und Biebelried auf einem großen Damm mit mehreren Brücken durch ein sumpfiges Gelände. Aufgrund statischer Probleme an den Steinbrücken wurde die Trassenführung 1770 aufgegeben und eine neue Straße über Rottendorf gebaut. Die Reste der ehemaligen Straßenführung über Gerbrunn können noch heute als technisches Denkmal bewundert werden (Römerbrücke). Bis 1775 wurde der Abschnitt Würzburg–Bischbrunn-Oberndorf, damals noch über Lengfurt, ausgebaut.
Die Landstraße von Frankfurt nach Limburg an der Lahn wurde zwischen 1768 und 1780 ebenfalls zur Chaussee ausgebaut. Der Abschnitt zwischen Aschaffenburg und Bischbrunn-Oberndorf (Spessarter Chaussee) wurde zwischen 1777 und 1885 neu trassiert und ausgebaut. Der Streckenabschnitt zwischen Frankfurt und Königstein wurde aufgrund politischer Differenzen nicht ausgebaut. Stattdessen wurde 1819 die Königsteiner Straße zwischen Königstein und Frankfurt-Höchst zur Kunststraße ausgebaut. Diese Straßenführung verlief innerhalb des Herzogtums Nassau und ermöglichte eine Reise vom Taunus zum Main ohne Überschreitung der Landesgrenze, die das Herzogtum und die Freie Stadt Frankfurt trennte. Diese Streckenführung über Höchst blieb bis zum Bau der 1934 eröffneten Höchster Umgehungsstraße bestehen.

### Frühere Strecken und Bezeichnungen
Die bayerischen Staatsstraßen wurden ihrem Anfangsort entsprechend nummeriert:
- Staatsstraße Nr. 102: Nürnberg – Würzburg
- Staatsstraße Nr. 114: Regensburg – Straubing – Passau
- Staatsstraße Nr. 148: Würzburg – Aschaffenburg

Bei der ursprünglichen Nummerierung 1932 führte die Fernverkehrs-, später Reichsstraße 8 ebenfalls von Emmerich bis Passau. Nach dem Anschluss Österreichs wurde diese Straße im Zuge der Vereinheitlichung des Straßensystems am 1. April 1940 bis zur slowakischen Staatsgrenze bei Preßburg verlängert.

### Ersetzungen
Schon im Jahr 1938 wurde die historische Streckenführung durch einige Umgehungsstraßen ersetzt. In Kitzingen entstand eine Umgehungsstraße mit einer neuen Mainbrücke, in Regensburg wurde zur Entlastung der Steinernen Brücke die bis 1945 so benannte Adolf-Hitler-Brücke (heute: Nibelungenbrücke) erbaut und am 18. Juni 1938 eröffnet.
Im Gebiet der Stadt Limburg an der Lahn (der Frankfurter Straße) wurde die Straße durch den Schiedetunnel unter der Lahntalbahn durchgeführt.
In den 1960er-Jahren entstand die sogenannte Westumfahrung Bad Soden, eine autobahnähnlich ausgebaute Straße zwischen Höchst und Königstein zur Entlastung der Königsteiner Straße. 1961 begannen die Bauarbeiten am 1. Bauabschnitt zwischen Höchst und Bad Soden. Der 2. Bauabschnitt zwischen Bad Soden und Kelkheim wurde am 8. September 1969 durch den Bundesverkehrsminister Georg Leber feierlich eröffnet. Der geplante 3. Bauabschnitt, die Ortsumgehung Königstein, führte zu massiven Protesten und wurde bis heute nicht realisiert.
Im Norden Düsseldorfs wurde die alte B 8 nach und nach durch eine autobahnähnliche Kraftfahrstraße ersetzt. Das Teilstück zwischen der Anschlussstelle Kaiserswerth und Froschenteich wurde im Juni 2009 fertiggestellt. Das letzte Teilstück der Kraftfahrstraße zwischen Froschenteich und der Anschlussstelle Duisburg-Süd mit der A 524/A 59/B 288 ist seit Mitte 2012 freigegeben. Das neue Autobahnkreuz Duisburg-Süd, das die alte Anschlussstelle ersetzt und die B 8 direkt mit der verlängerten A 524 verbindet, wurde in vier Teilschritten realisiert und am 25. November 2014 vollständig freigegeben.
Bis zur Eröffnung der Schanzlbrücke 1970 führte die B 8 in Passau durch die dortige Bahnhofstraße und mündete am Ludwigsplatz in die B 12. Nach einer nie erfolgten Umwidmung des folgenden Abschnitts der Staatsstraße 2125 hätte die B 8 die B 12 dort nur gekreuzt.

#### Königsteiner Kreisel

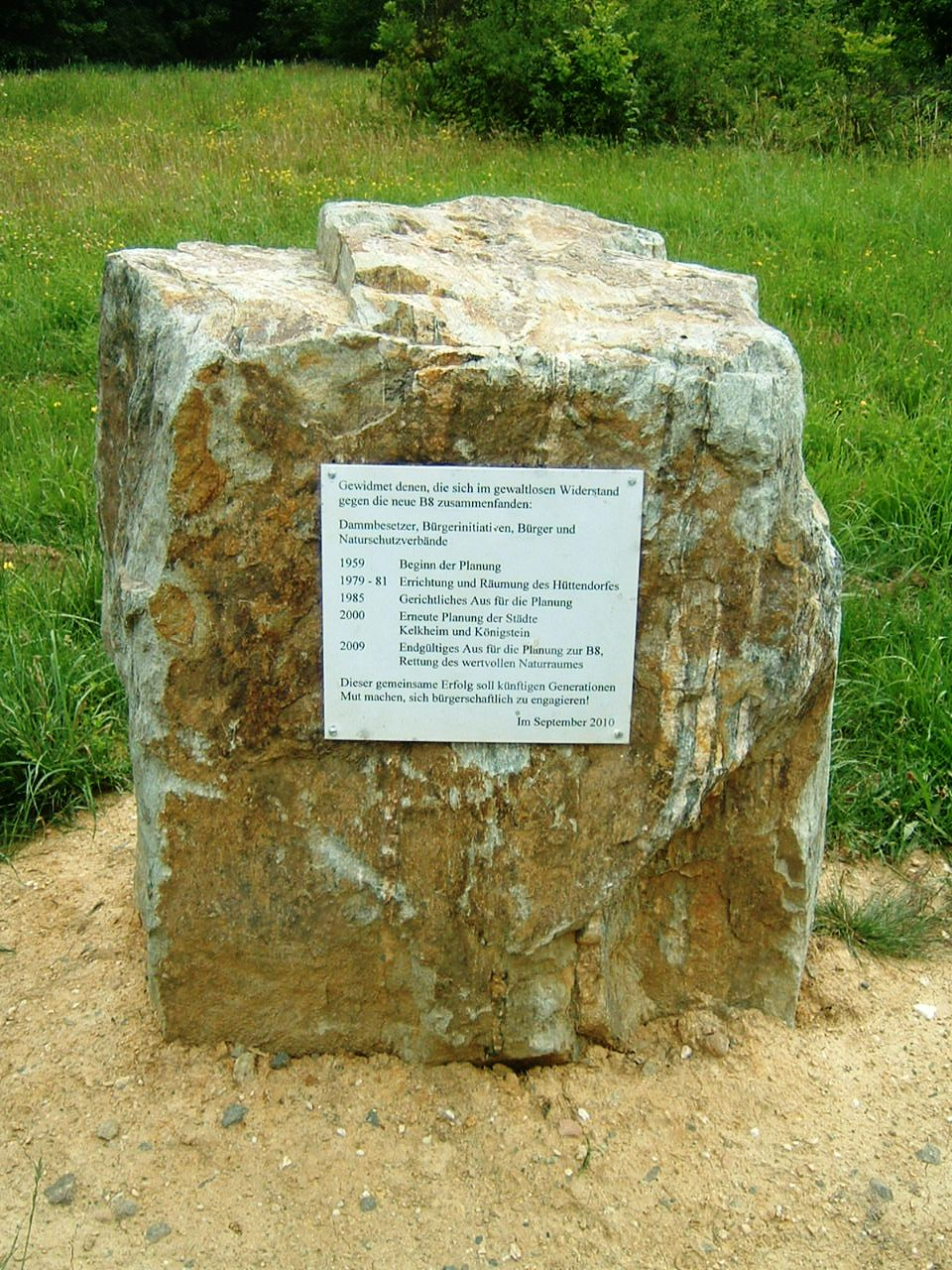
Erinnerungstafel an den gewaltfreien Widerstand gegen den Ausbau

Die B 8 führte durch den Kern der Stadt Königstein im Taunus. Als erster Schritt einer Entlastung wurde 1958/59 der Königsteiner Kreisel am nördlichen Ende der gemeinsamen Straßenführung von B 8 und B 519 und Kreuzung B 455 gebaut. Der großflächige zweistreifige Kreisverkehr wurde in der Mitte mit einem Springbrunnen geschmückt. Ergänzend wurde die innerörtliche Umgehungsstraße, die heutige Le-Cannet-Rocheville-Straße, gebaut, über die seit 1972 der Verkehr fließt.
Der Königsteiner Kreisel führte seit Jahrzehnten zu langen Staus. Lange Zeit liefen Planungen für eine Umgehung von Kelkheim und Königstein, die dieses Nadelöhr entschärfen sollten. Diese Baumaßnahme war politisch umstritten. Während die betroffenen Gemeinden die Maßnahme befürworteten, kritisierten Umweltschützer die Umweltauswirkungen. In der Zeit vom 5. Mai 1979 bis zur Räumung am 12. Mai 1981 fand auf einem bereits errichteten Damm der damals bereits geplanten neuen Trasse die längste erfolgreiche Platzbesetzung in der Bundesrepublik Deutschland statt (am südlichen Ende der gemeinsamen Straßenführung von B 8 und B 519). Fast zwei Jahre lang lebten dort Menschen unter einfachsten Verhältnissen in einem Hüttendorf, das als „Damm“ bekannt wurde und lange Zeit ein regelrechtes Wochenend-Ausflugsziel für Familien der ganzen Umgebung war. Die Maßnahme ist auch bekannt als ehemalige A 647 und ist im Bundesverkehrswegeplan 2003 im „Weiteren Bedarf“ ohne Planungsrecht, aber mit naturschutzfachlichem Planungsauftrag, d. h. mit hohem ökologischem Risiko verzeichnet. Im Dezember 2009 wurden die Planungen für die Ortsumfahrung Königstein durch einen Beschluss der Regionalversammlung Südhessen endgültig beendet.
Parallel zu diesen Planungen wurde seit Oktober 2005 besagter stauträchtiger Kreisverkehr turbinenmäßig und mehrstreifig umgebaut und teilweise mit Lärmschutzwänden versehen. Die Umbaumaßnahmen sind seit 2010 abgeschlossen. Des Weiteren wurden Ampelanlagen installiert, die Fußgängern ein sicheres Überqueren der Straßen ermöglichen sollen. Die Ampelanlage regelt jedoch nicht die Zufahrt zum Kreisverkehr, da dies zu vielen Unfällen geführt hat.

#### Umfahrung Esch
In Esch treffen sich die Bundesstraße 275 und die Bundesstraße 8. Bedingt durch die Topografie ist der Bau einer Umgehungsstraße aufwändig. Aufgrund des hohen Verkehrsaufkommens engagiert sich die Bürgerinitiative „Außenrum statt Mittendurch“ für den Bau einer Umgehungsstraße. Im Bundesverkehrswegeplan ist die Umgehung jedoch nur als „weiterer Bedarf“, also als niedrige Priorität, eingestuft, da es weder ein Unfallschwerpunkt noch eine Staustelle ist.

### Umwidmungen
Zum 1. Januar 2007 wurde das Teilstück zwischen Troisdorf und Hennef-West zur Landesstraße 333 umgewidmet. Die Ortsdurchfahrt Hennef wurde bereits nach dem Bau der Umgehung A 560 zur Landesstraße umgewidmet.
Zum gleichen Datum wurde auch der Abschnitt zwischen den Autobahn-Anschlussstellen Dinslaken West und Duisburg-Wanheimerort als L 1 gewidmet (Ersatz durch A 59).
Zwischen Aschaffenburg und Marktheidenfeld wurde die B 8 zur Staatsstraße 2312 umgewidmet. Grund hierfür war die weitestgehende Parallelführung der B 8 mit der A 3 in diesem Bereich. In Aschaffenburg endet die B 8 seitdem nach dem Ende des vierstreifigen Autobahnzubringers (von der A 3 kommend) unmittelbar vor dem Aschaffenburger Westring. An der Anschlussstelle Marktheidenfeld der A 3 setzt die B 8 dann wieder ihren Weg fort. Die Staatsstraße 2315 wurde zwischen dieser Auffahrt und der alten Mainbrücke in Marktheidenfeld zu diesem Zwecke umgewidmet, da die B 8 ursprünglich aus Richtung Esselbach in Marktheidenfeld eintraf.
Von der bayerischen Landesgrenze bei Kahl am Main bis Kleinostheim wurde die B 8 im August 2013 zur Staatsstraße 3308 abgestuft.
Zum 1. Januar 2010 wurde der Abschnitt zwischen dem Autobahnzubringer der AS Opladen der A 3 und dem Berliner Platz in Leverkusen-Opladen zusammen mit der B 232 zur L 291 bzw. L 288 umgewidmet. Der Abschnitt zwischen Berliner Platz und AS Reusrath (A 542) in Langenfeld (Rhld.) wurde zur L 219 umgewidmet.
Zum 1. Januar 2015 wurde der Abschnitt zwischen Emmerich am Rhein und Wesel zur Landesstraße 7 abgestuft; Grund ist auch hier die Parallelführung mit der A 3.
Zum 1. Juli 2016 wurde der Abschnitt zwischen der B 299 in Neumarkt in der Oberpfalz über die A3-Anschlussstelle Nittendorf durch das Stadtgebiet Regensburg bis zur Anschlussstelle Rosenhof zur Staatsstraße 2660 umgewidmet.

### Weitere Planungen
Zwischen Wesel und Dinslaken soll die B 8 umgebaut werden, da hier im Jahr 2016 abschnittsweise bis zu 33.000 Fahrzeuge pro Tag unterwegs waren.  Im Bundesverkehrswegeplan 2030 ist dieses Projekt in die Kategorie Weiterer Bedarf mit Planungsrecht eingestuft. Südlich von Wesel soll der Anschluss zur Ortsumgehung Wesel der B 58 entstehen. Im weiteren Verlauf soll die Lippebrücke vierstreifig neu gebaut werden und die lichtsignalgesteuerte Kreuzung mit der Frankfurter Straße kreuzungsfrei werden, da dort zu Spitzenzeiten kilometerlange Rückstaus entstehen. In Friedrichsfeld, Voerde und Dinslaken sollen Ortsumgehungen gebaut werden, in letztgenannter Stadt kombiniert mit einer Trog- oder Tunnellösung. Außerdem soll eine neue, leistungsfähige Verbindung zur A 3 gebaut werden.
In Bad Camberg ist eine Ortsumgehung in Bau, die den Luftkurort vom Durchgangsverkehr entlasten soll. Mit einer Fertigstellung wird im Jahr 2027 gerechnet.

## Ausbauzustand
Im Bereich des Düsseldorfer Flughafens ist die B 8 autobahnähnlich ausgebaut. Die Umfahrung der Stadtteile Kaiserswerth und Wittlaer wurde im Juni 2009 fertiggestellt. Die Eröffnung des letzten Bauabschnitts bis zum teilfertiggestellten Autobahnkreuz Duisburg-Süd erfolgte am 1. Juni 2012. Die B 8 geht dort in die A 59 über. Seit Fertigstellung des Autobahnkreuzes Duisburg-Süd ist die B 8n/A 59 hier mit der A 524 verknüpft, die vom früheren Ausbauende um ca. 2,5 km nach Westen verlängert wurde.
Zwischen Kelkheim-Nord und der A 66-Anschlussstelle Frankfurt-Höchst sowie zwischen der Anschlussstelle Erlensee und der Einmündung B 43 ist die B 8 ebenso autobahnähnlich ausgebaut.
Von der A 3 Anschlussstelle Aschaffenburg-West bis nach Aschaffenburg ist die Straße autobahnähnlich ausgebaut und teilweise als Kraftfahrstraße ausgewiesen.
Zwischen dem Greinbergknoten in Würzburg und der Auffahrt Rottendorf zur A 3 ist die Straße vierstreifig und kreuzungsfrei ausgebaut und für Fahrräder und Mofas gesperrt.
Zwischen Langenzenn und Fürth ist die B 8 eine autobahnähnlich ausgebaute Kraftfahrstraße und wird als Südwesttangente bezeichnet.
Zwischen Vilshofen und Passau verläuft die Bundesstraße 8 für gut vier Kilometer auf engstem Raum parallel zur Bahnstrecke Regensburg–Passau zwischen dem rechten Donauufer und dem Fuß Löwenwand. Hier entspricht die Bundesstraße nicht mehr heutigen Ausbaustandards, so dass trotz Reglementierung (Überholverbot, Geschwindigkeitsbeschränkungen) schwere Unfälle zu beklagen sind. Insbesondere bei schlechter Sicht bzw. winterlichen Straßenverhältnissen werden Verkehrsteilnehmern unterschiedliche Straßenbreiten und Kurvenradien zum Verhängnis.
Die B 8 endet in Passau an der südwestlichen Auffahrtrampe der Schanzlbrücke und mündet dort in die B 12. Der folgende Straßenverlauf zur oberösterreichischen Nibelungen Straße (B 130) ist ein Abschnitt der bayerischen Staatsstraße St 2125. Ursprünglich sollte dieser Abschnitt ebenfalls Teil der B 8 werden, konnte jedoch auf Grund der Engstelle in der Passauer Innstadt nie entsprechend umgewidmet werden.

## Sperrung für Transit-Lkw über zwölf Tonnen
Da die B 8 in weiten Teilen zur A 3 parallel verläuft, wird sie seit Einführung der Lkw-Maut von Lkw-Fahrern als Ausweichstrecke genutzt.
Zwischen Straßkirchen und Osterhofen wurde die B 8 als erste Maut-Ausweichstrecke zur parallel verlaufenden A 3 Nürnberg–Passau für Lastwagen über zwölf Tonnen seit Juni 2006 gesperrt. Seit Sommer 2006 ist auch der Abschnitt zwischen Enzlar (Ortsteil von Markt Bibart) (B 286) und Neustadt an der Aisch sowie der Abschnitt zwischen Nittendorf und Regensburg für den Lkw-Durchgangsverkehr gesperrt.
Die Sperrung zwischen Nittendorf und Regensburg war im September 2011 aufgrund eines noch anhängigen Rechtsstreites vor dem zuständigen Verwaltungsgericht aufgehoben (Stand 11. November 2011).

## Verschiedenes

### Zwischen Nürnberg und Fürth
In Nürnberg verläuft die B 8 im Bereich der Fürther Straße parallel zur ehemaligen Trasse der Ludwigseisenbahn, welche als erste Eisenbahn Deutschlands gilt. Anschließend überquert in Richtung Fürth die B 8 an der Stadtgrenze den „Frankenschnellweg“ (A 73), welcher auf der ehemaligen Trasse des Ludwig-Donau-Main-Kanal erbaut wurde. In Fürth bildet die Nürnberger Straße die B 8, bis 1988 war sogar die schmale Gustavstraße noch Teil der Bundesstraße und somit eine der meistbefahrenen Straßen Fürths. Die Nürnberger/Fürther Straße wurde unter preußischer Verwaltung durch Karl August von Hardenberg initiiert und 1804 fertiggestellt.

### Kurioses
Im Jahre 2006 führte die B 8 in Siegburg über den Europaplatz, der somit gleichzeitig Bundesstraße und Fußgängerzone war.
Im August 2008 wurde die L 21 in Dinslaken zwischen der Anschlussstelle Dinslaken-Süd (A 3) und der Anschlussstelle Dinslaken-Hiesfeld (A 59) zur B 8 umgewidmet, ohne direkt an die „ursprüngliche“ B 8 angebunden zu sein.
Direkt auf der Bundesstraße findet in Fürth alljährlich die Michaeliskirchweih statt. Deshalb wird die Straße in diesem Bereich für jeweils etwa zwei Wochen gesperrt.
Am 3. Septemberwochenende findet jährlich die Elzer-Kirmes auf der B 8 statt. Auch hier wird die B 8 im Landkreis Limburg-Weilburg in der Gemeinde Elz, für den Verkehr komplett gesperrt.

## Ansichten
Einige Straßenansichten der B 8 auf der knapp 800 km langen Strecke

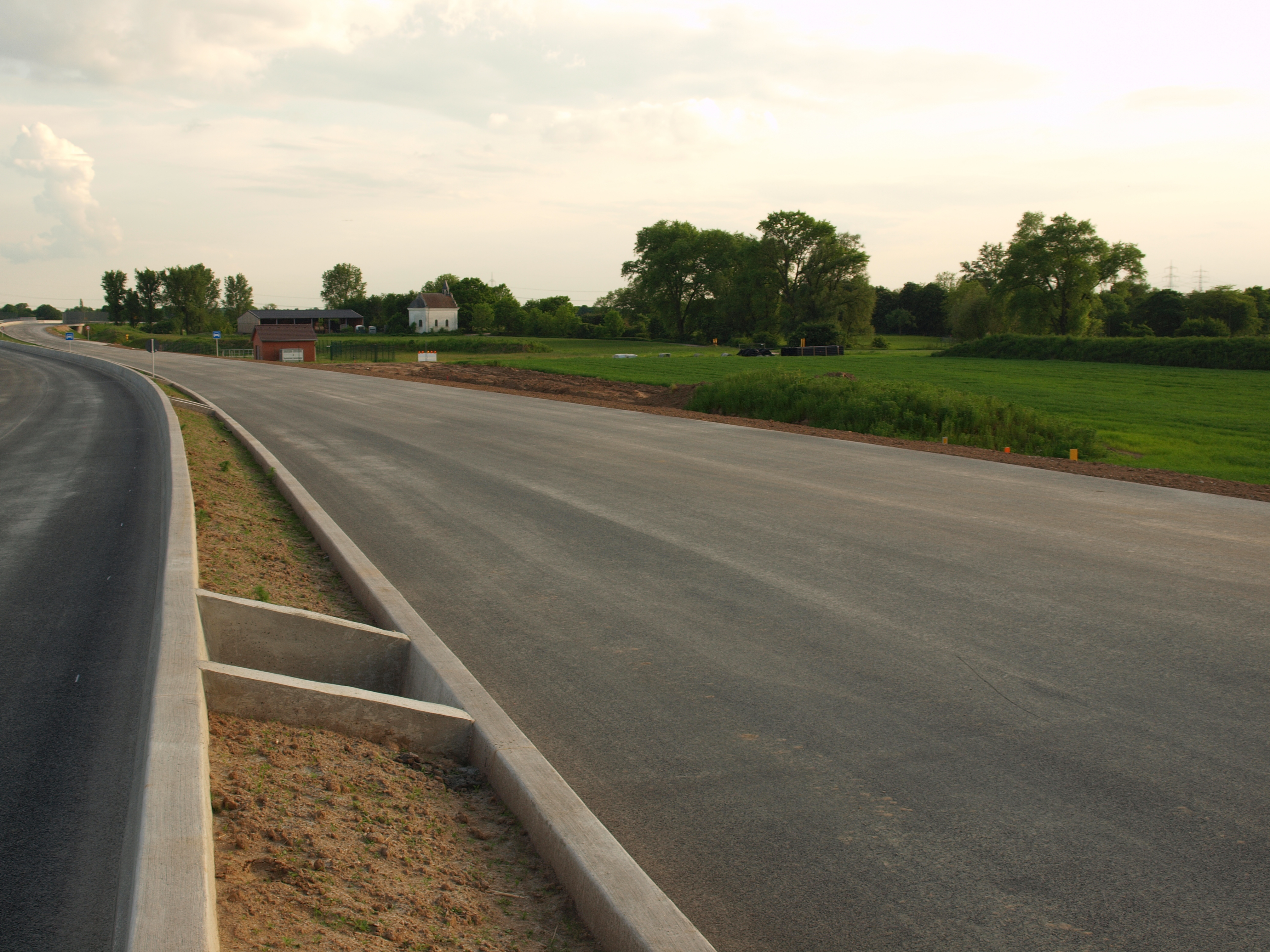
B 8, Blick auf Hubertuskapelle in Angermund
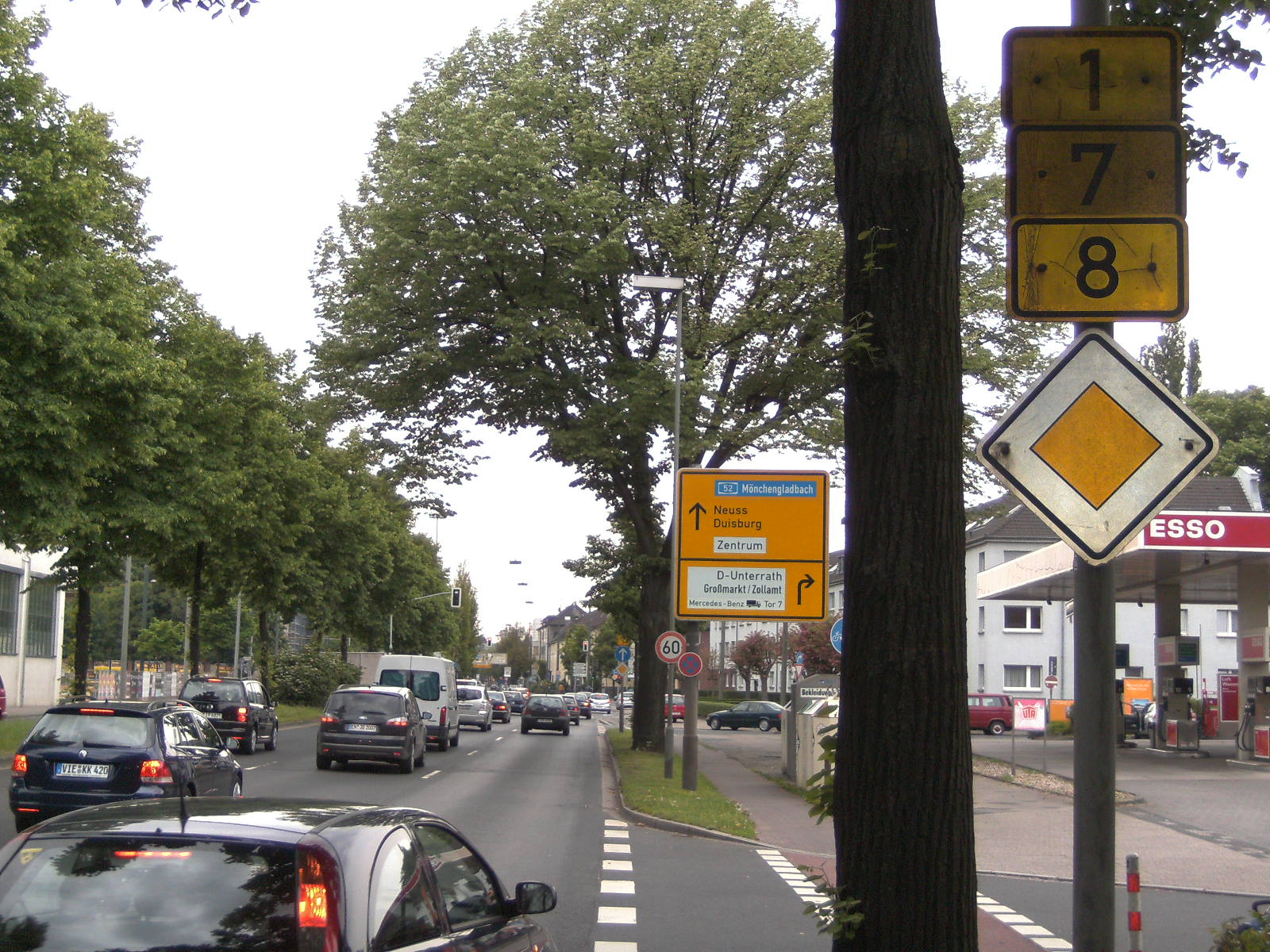
In Düsseldorf-Derendorf verlaufen die B 1, B 7 und B 8 auf rund zwei Kilometer auf der gleichen Strecke
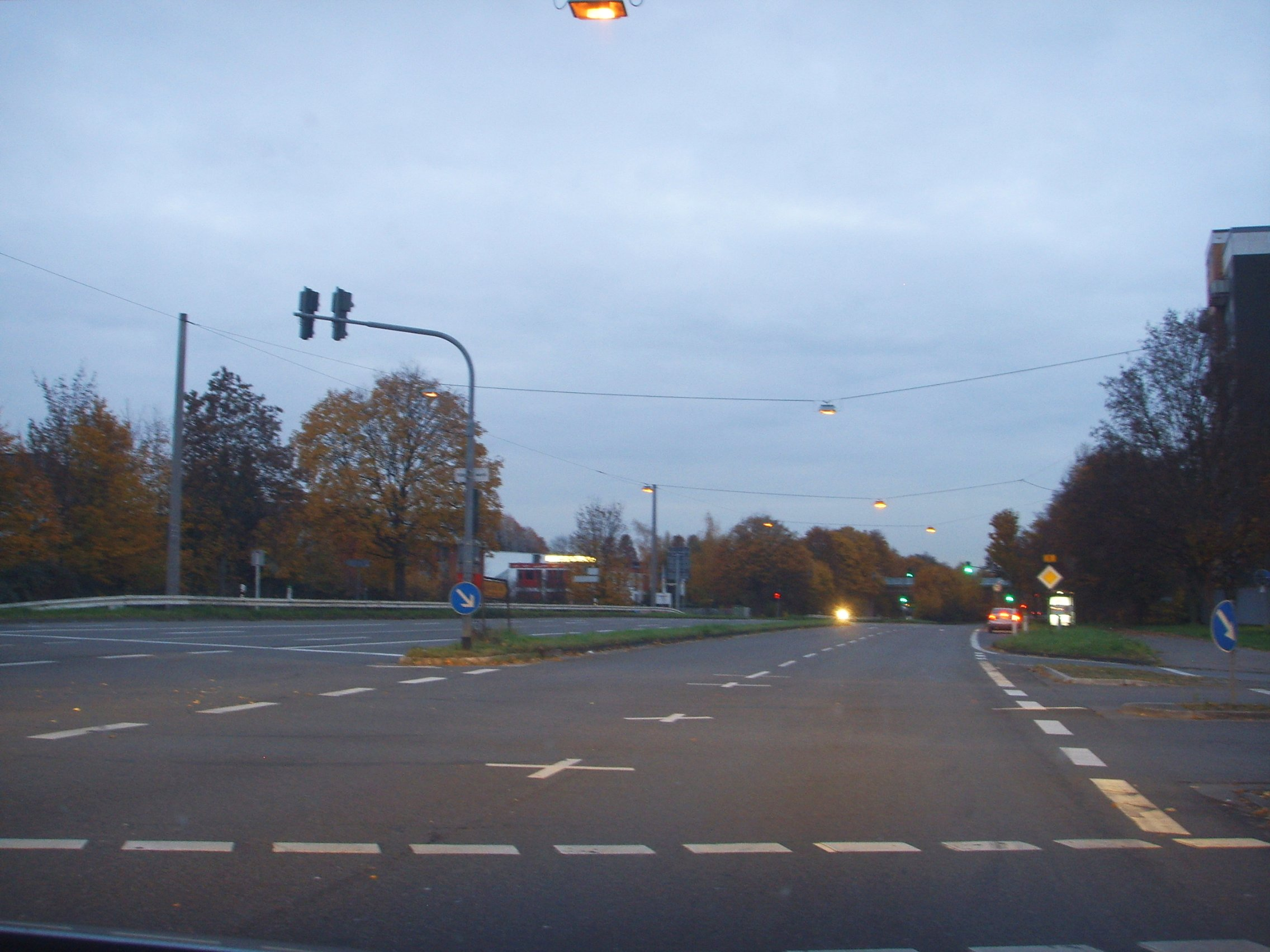
B 8 bei Köln-Stammheim
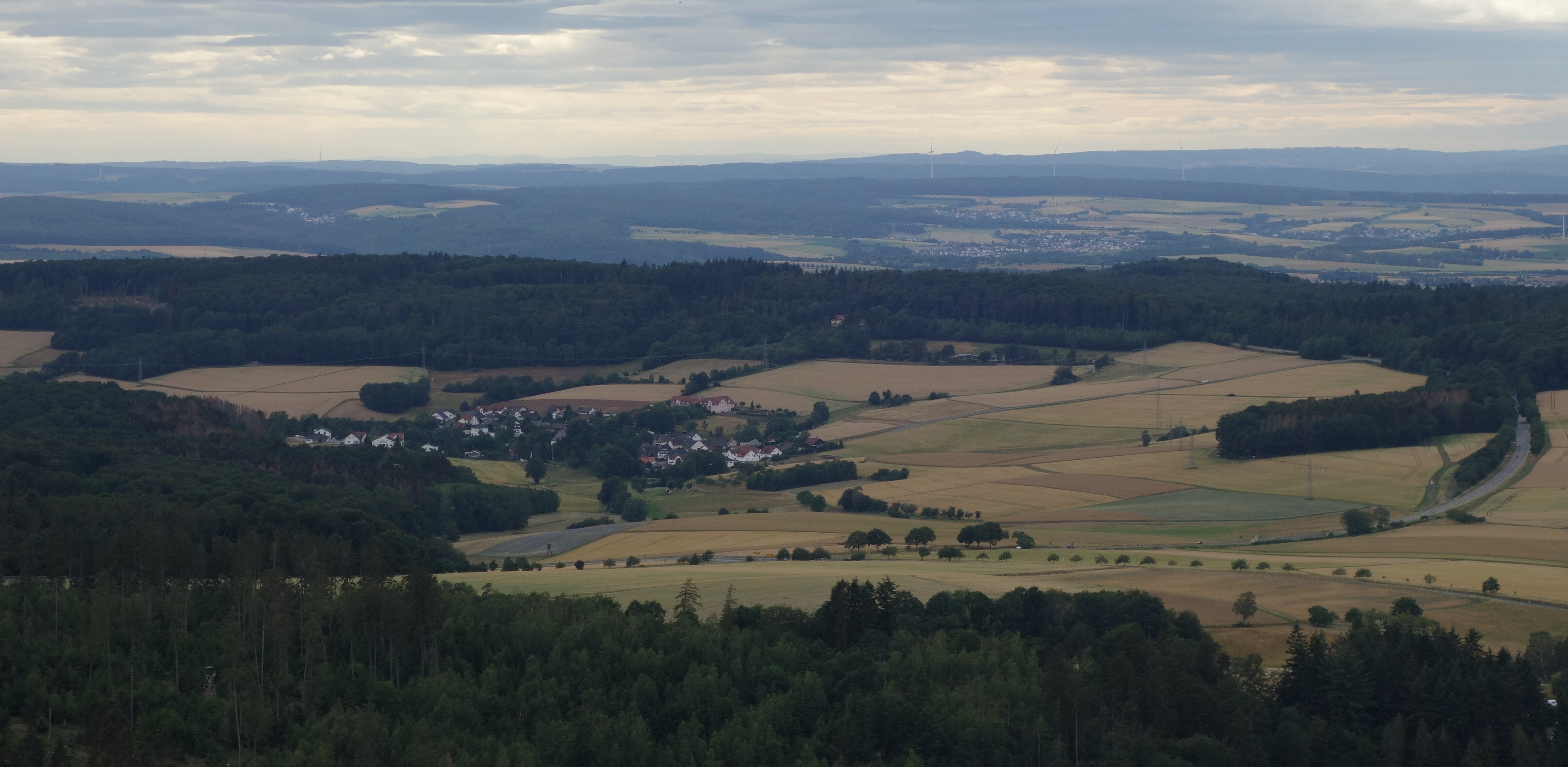
Im Taunus führt die B8 im weiten Bogen um die Ortschaft Nieder-Oberrod
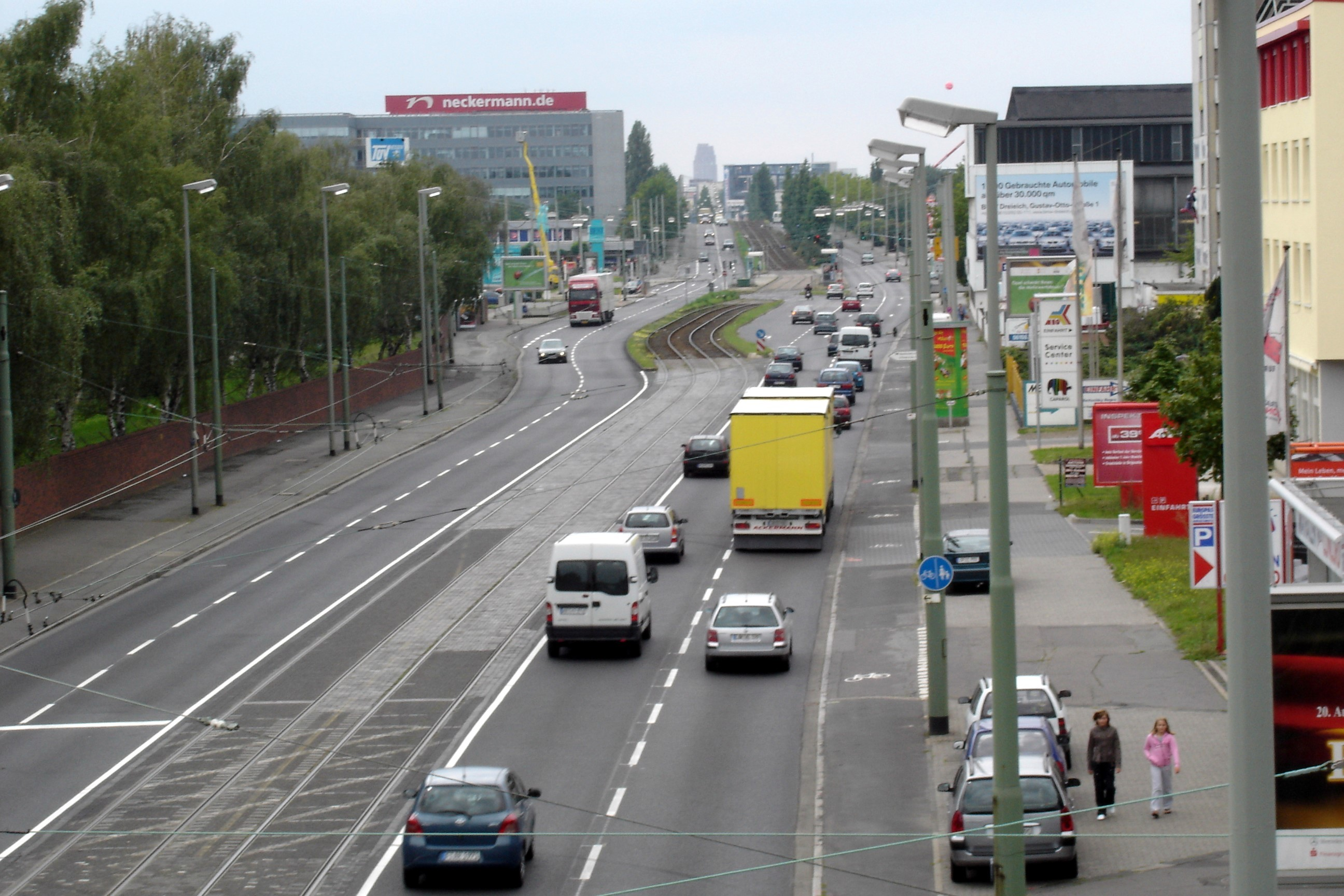
Frankfurt-Fechenheim,  Hanauer Landstraße stadteinwärts, 2006
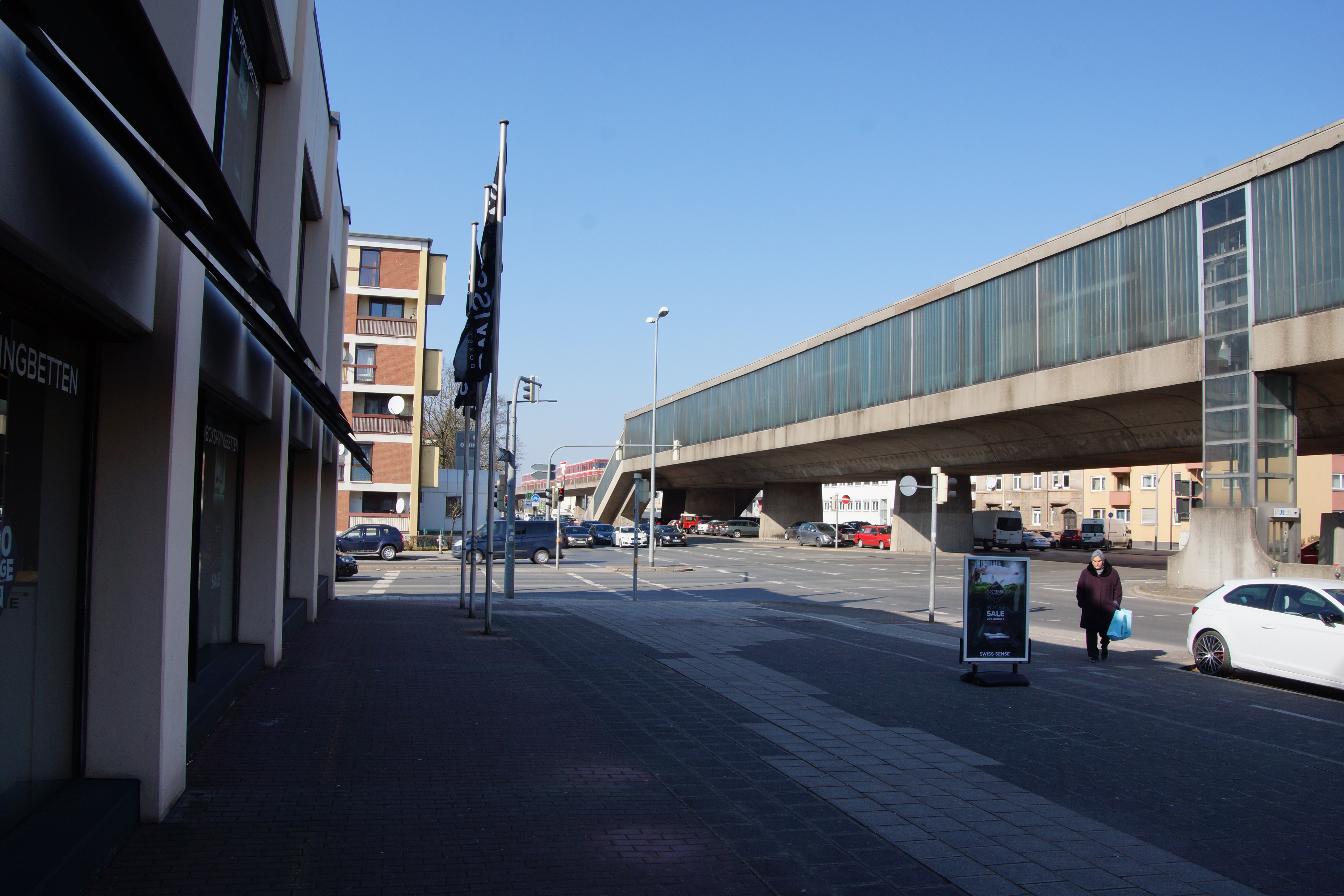
B 8 in Nürnberg-Muggenhof, Fürther Straße stadtauswärts mit dem U-Bahnhof Muggenhof
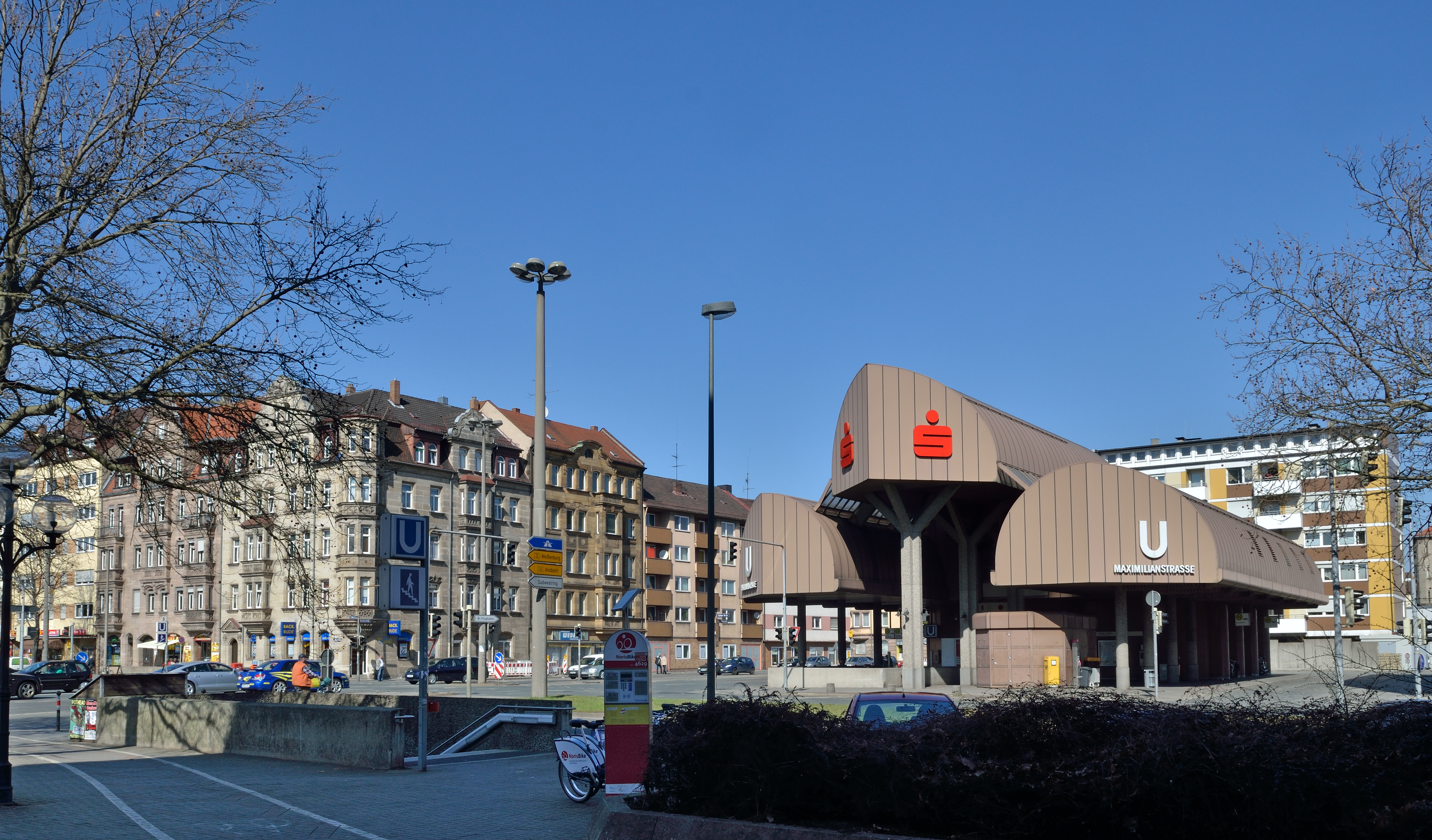
B8 in Nürnberg-Bärenschanze, Fürther Straße an der Kreuzung mit der B4R
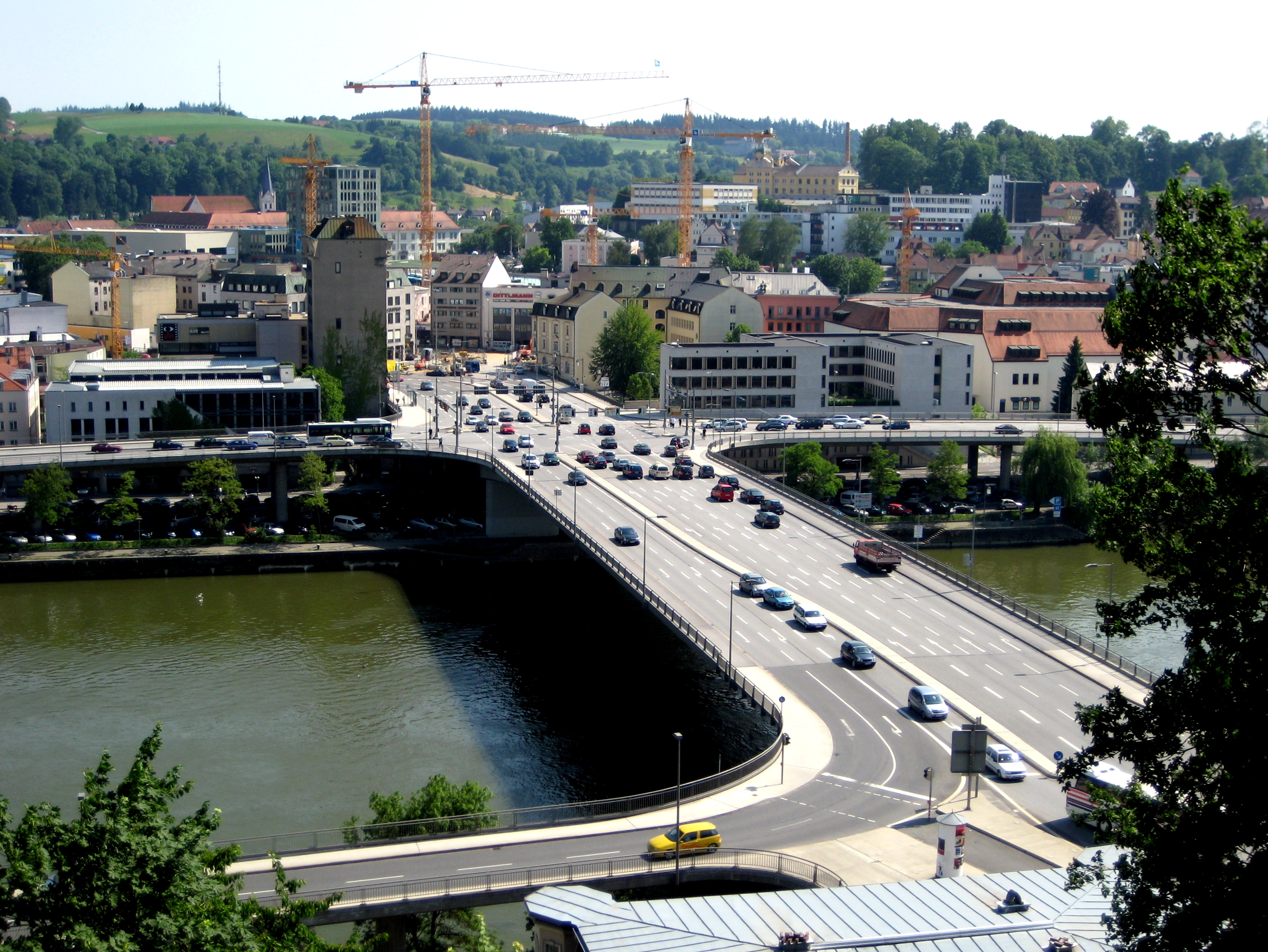
An der Schanzlbrücke über die Donau in Passau endet die B8